# Tour of Ireland
Il Tour of Ireland (it. Giro d'Irlanda) era una corsa a tappe maschile di ciclismo su strada disputata in Irlanda con cadenza annuale, seppur non continuativamente, dal 1953 al 2009. Dal 2007 al 2009 fece parte del calendario dell'UCI Europe Tour come gara di classe 2.1.

## Storia
La prima edizione della corsa irlandese risale al 1953. Nelle prime annate non venne disputata a cadenza annuale, ma soltanto a partire dal 1965, e sempre come gara riservata ai dilettanti. Dal 1985 al 1992 assunse il nome di Nissan International Classic, venendo aperta ai professionisti, dopodiché venne sospesa fino al 2007, anno in cui fu nuovamente organizzata con il nome di Tour of Ireland. La corsa si svolse per sole tre stagioni, dal 2007 al 2009, facendo parte del calendario dell'UCI Europe Tour come gara di classe 2.1.
Il corridore con il maggior numero di successi è Sean Kelly, con quattro affermazioni nella gara professionistica.

## Albo d'oro
Aggiornato all'edizione 2009.
| Anno                         | Vincitore         | Secondo              | Terzo            |
| ---------------------------- | ----------------- | -------------------- | ---------------- |
| Tour of Ireland              |                   |                      |                  |
| 1953                         | Brian Jolly       |                      |                  |
| 1954                         | John Perks        |                      |                  |
| 1955                         | Brian Haskell     |                      |                  |
| 1956                         | James Rae         |                      |                  |
| 1957-65                      | non disputato     | non disputato        | non disputato    |
| 1965                         | Brian Jolly       |                      |                  |
| 1966                         | non disputato     | non disputato        | non disputato    |
| 1967                         | Nigel Dean        |                      |                  |
| 1968                         | Peter Doyle       |                      |                  |
| 1969                         | Morris Foster     |                      |                  |
| 1970                         | Paul Elliot       |                      |                  |
| 1971                         | Doug Dailey       |                      |                  |
| 1972                         | Liam Horner       |                      |                  |
| 1973                         | Doug Dailey       |                      |                  |
| 1974                         | Tony Lally        |                      |                  |
| 1975                         | Pat McQuaid       |                      |                  |
| 1976                         | Pat McQuaid       |                      |                  |
| 1977                         | Ángel Arroyo      |                      |                  |
| 1978                         | John Shortt       |                      |                  |
| 1979                         | Ron Hayman        |                      |                  |
| 1980                         | Dave Cumming      |                      |                  |
| 1981                         | David Grindley    |                      |                  |
| 1982                         | William Kerr      |                      |                  |
| 1983                         | non disputato     | non disputato        | non disputato    |
| 1984                         | Bob Downs         |                      |                  |
| Nissan International Classic |                   |                      |                  |
| 1985                         | Sean Kelly        | Adrie van der Poel   | Teun van Vliet   |
| 1986                         | Sean Kelly        | Steve Bauer          | Kim Andersen     |
| 1987                         | Sean Kelly        | Stephen Roche        | Heinz Imboden    |
| 1988                         | Rolf Gölz         | Malcolm Elliott      | Sean Kelly       |
| 1989                         | Eric Vanderaerden | Charly Mottet        | Thomas Wegmüller |
| 1990                         | Erik Breukink     | Johan Museeuw        | Sean Yates       |
| 1991                         | Sean Kelly        | Sean Yates           | Johan Museeuw    |
| 1992                         | Phil Anderson     | Raúl Alcalá          | Andrej Čmil      |
| 1993-06                      | non disputato     | non disputato        | non disputato    |
| Tour of Ireland              |                   |                      |                  |
| 2007                         | Stijn Vandenbergh | Marcus Ljungqvist    | Aaron Olsen      |
| 2008                         | Marco Pinotti     | Russell Downing      | Julian Dean      |
| 2009                         | Russell Downing   | Lars Petter Nordhaug | Matti Breschel   |